# Bandeira do Conselho de Cooperação do Golfo
A Bandeira do Conselho de Cooperação do Golfo é um dos símbolos oficiais do Conselho de Cooperação do Golfo.

## Características

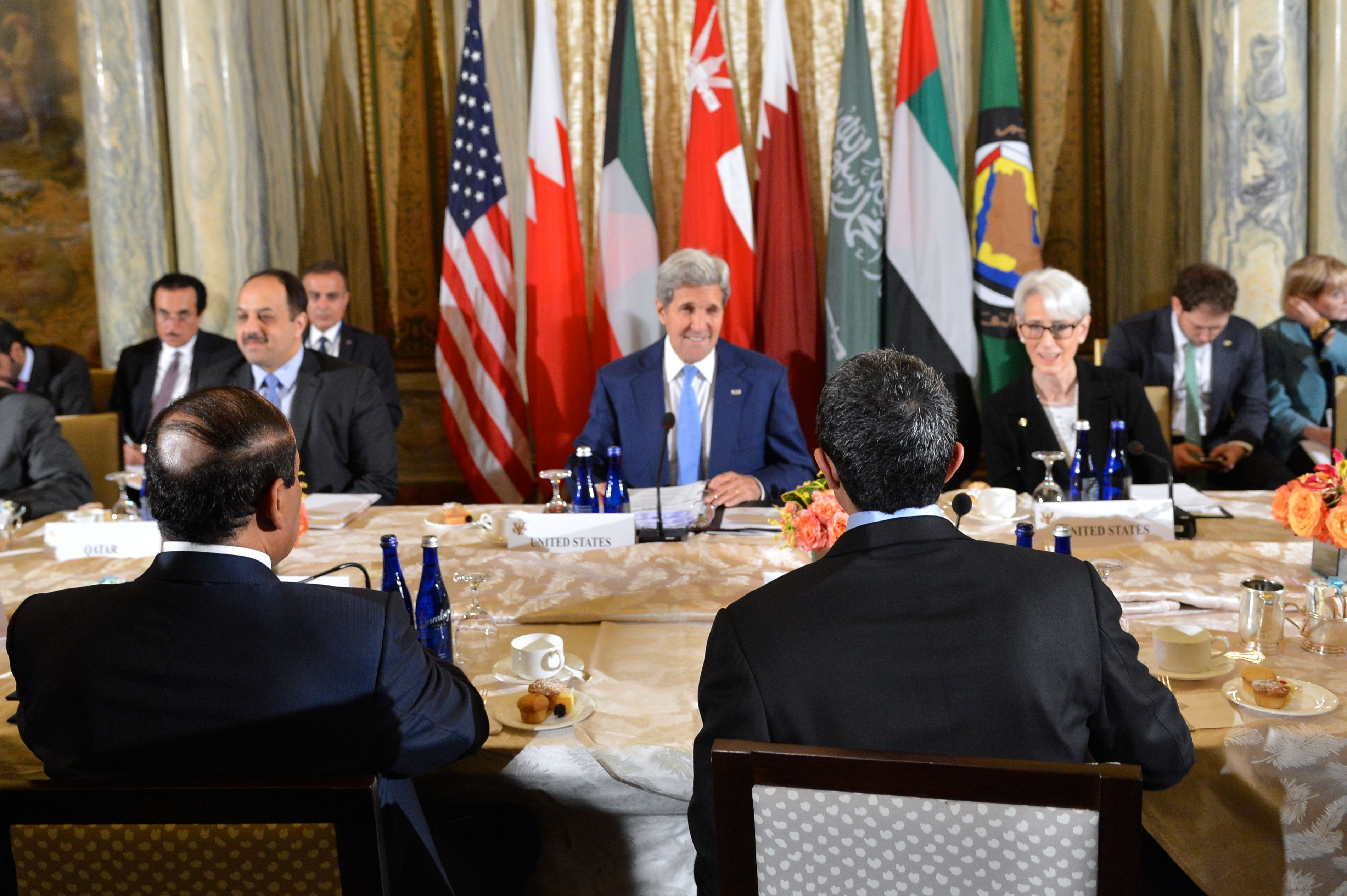
O Secretário de Estado dos EUA, John Kerry, participa de uma reunião do Conselho de Cooperação do Golfo (GCC) paralelamente à 70ª Sessão Ordinária da Assembleia Geral da ONU em Nova York, Nova York, em 30 de setembro de 2015. A bandeira do CCG é a última à direita

Seu desenho consiste em um retângulo de fundo verse sobre o qual está o emblema da organização.
O logotipo do GCC consiste em dois círculos concêntricos. Na parte superior do círculo maior, a frase Bismillah é escrita em árabe (بِسْمِ ٱللَّٰهِ ٱلرَّحْمَٰنِ ٱلرَّحِيمِ), que significa "Em nome de Deus, o Clemente, o Misericordioso" e na parte inferior o nome completo do Conselho, em árabe (مجلس التعاون لدول الخليج الفارس). O círculo interno contém uma forma hexagonal em relevo. O interior do hexágono é preenchido por um mapa abrangendo a Península Arábica, no qual as áreas dos países membros são sem bordas e coloridas em marrom. Cada segmento da borda do hexágono tem uma cor sendo, em sentido horário a partir do vértice superior, verde, vermelho, preto, azul, carmim e branco.

## Simbolismo
A cor verde é tradicionalmente associada ao islamismo. As bordas do hexágono representam os seis países membros.

## Uso
Desde 25 de maio de 2011, os seis países do GCC decidiram hastear a bandeira do GCC ao lado de suas bandeiras nacionais de acordo com a decisão da organização.